# Скурихин, Владимир Ильич
Влади́мир Ильи́ч Скури́хин (укр. Скуріхін; 17 апреля 1926, Вятка — 28 августа 2014, Киев) — советский и украинский учёный в области системотехники и теории систем.
Доктор технических наук (1970). Почётный профессор Таганрогского государственного радиотехнического университета.
Действительный член АН УССР (29.03.1978).

## Биография
В 1947 году окончил с отличием Ивановский энергетический институт им. В. И. Ленина по специальности «электроснабжение промышленных предприятий».
В 1947—1957 годах работал в Ивановском энергетическом институте. В 1948 году вступил в КПСС.
С 1958 года работал в Институте кибернетики (до 1962 года — ВЦ) АН УССР. Первый заместитель директора Кибернетического центра им. В. М. Глушкова. Заместитель по научной работе директора Международного научно-учебного центра информационных технологий и систем НАН Украины и МОН Украины.

## Научная деятельность
В 1951 г. защитил кандидатскую, в 1970 г. — докторскую диссертацию.
Основные направления исследований — разработка, создание и применение средств вычислительной техники для автоматизации различных процессов. Подготовил 45 кандидатов и 7 докторов наук.
Автор 7 монографий, более 30 авторских свидетельств и 250 научных статей. Ответственный редактор более 26 сборников научных работ.

### Избранные труды
Источник — Электронные каталоги РНБ.
- Будя А. П. и др. Справочник по САПР / Под ред. В. И. Скурихина. — Киев: Тэхника, 1988. — 374 с. — 21 000 экз. — ISBN 5-335-00072-4.
- Забродский В. А., Скурихин В. И. Оптимизация функционирования АСУ предприятием. — Киев ; Донецк: Вища школа, 1978. — 134 с. — 1800 экз.
- Скурихин В. И. Об одном подходе к разработке концепции применения СВТ. — Киев: ИК, 1989. — 22 с. — (Препринт / АН УССР, Ин-т кибернетики им. В. М. Глушкова ; 89-56). — 200 экз.
- Скурихин В. И., Дубровский В. В., Шифрин В. Б. АСУ ТП. Автоматизация проектирования комплекса устройств автоматики. — Киев: Наукова думка, 1981. — 283 с. — 2450 экз.
- Скурихин В. И., Дубровский В. В., Шифрин В. Б. АСУ ТП. Предпроектная разработка алгоритмов управления. — Киев: Наукова думка, 1980. — 295 с. — 2450 экз.
- Скурихин В. И., Дубровский В. В., Шифрин В. Б., Бизюк Н. Г. АСУ ТП. Теория и технология автоматизированного проектирования. — Киев: Наукова думка, 1988. — 281 с. — 1550 экз. — ISBN 5-12-009288-8.
- Скурихин В. И., Житецкий Л. С., Проценко Н. М. Итеративно-табличные автоматы. — Киев: Наук. думка, 1977. — 167 с. — 1500 экз.
- Скурихин В. И., Забродский В. А., Иващенко П. А., Штрассер О. Г. Методы организации адаптивного планирования и управления в экономико-производственных системах. — Киев: Наукова думка, 1980. — 271 с. — 1200 экз.
- Скурихин В. И., Забродский В. А., Копейченко Ю. В. Проектирование систем адаптивного управления производством. — Харьков: Вища школа, 1984. — 206 с. — 515 экз.
  - Адаптивные системы управления машиностроительным производством. — М.: Машиностроение, 1989. — 207 с. — 4300 экз. — ISBN 5-217-00512-2.
- Скурихин В. И., Квачёв В. Г., Валькман Ю. Р. Подсистема «словарь-справочник» автоматизированной системы обработки результатов испытаний. — Киев: ИК АН УССР, 1981. — 36 с. — 300 экз.
- Скурихин В. И., Квачёв В. Г., Валькман Ю. Р., Яковенко Л. П. Информационные технологии в испытаниях сложных объектов: методы и средства. — Киев: Наукова думка, 1990. — 316 с. — 1100 экз. — ISBN 5-12-001288-4.
- Скурихин В. И., Савустьяненко Э. И., Мекинян Ю. Г. Управление производственными процессами (с непрерывным характером производства) : Учеб. пособие. — Киев: Культпросветиздат, 1986. — 107 с. — 300 экз.
- Скурихин В. И., Тимченко А. А., Родионов А. А., Куранда Т. К. Системы автоматизированного проектирования в промышленности. — Киев: УкрНИИНТИ, 1985. — 46 с. — (Промышленность : Обзор. информ. / Укр. НИИ НТИ и техн.-экон. исслед. Автоматизированные системы управления, средств вычислительной и организационной техники). — 1103 экз.
- Скурихин В. И., Шифрин В. Б., Дубровский В. В. Математическое моделирование. — Киев: Техніка, 1983. — 270 с. — (Библиотека инженера). — 8000 экз.

## Награды и признание
- орден Трудового Красного Знамени
- орден Октябрьской Революции
- медаль «За доблестный труд в Великой Отечественной войне 1941—1945 гг.»
- медали
- Государственная премия СССР (1984)
- Государственная премия Украинской ССР в области науки и техники (1970)
- Заслуженный деятель науки Украинской ССР (1981)
- Премия Совета Министров СССР (1980)
- премия Президиума АН УССР имени В. М. Глушкова.